# 针叶

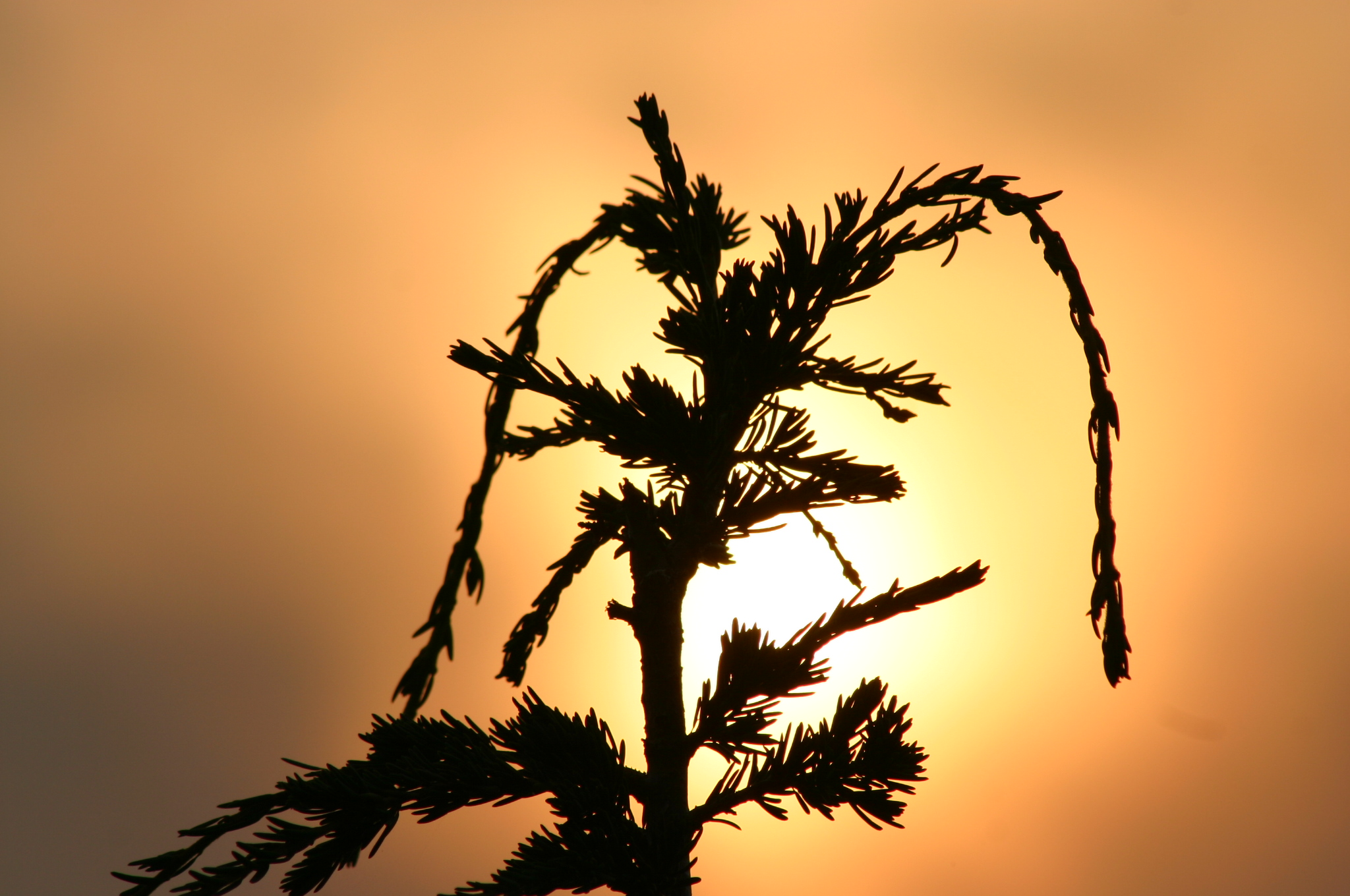
針葉的葉子很細，成針狀

针叶是裸子植物常见的叶子外形。

## 横切面结构
针叶的最外层为表皮（Epidermis），而内面紧接有一层皮下层（Hypodermis）。表层细胞强木质化，表面上有很厚的角质层。表皮上有稀疏的气孔器，而且气孔器明显下陷。在里面为叶肉细胞，并且有树脂通道（又称树脂道）。叶子中部为有着内皮（Endodermis）包被的注入组织（Transfusion tissue），由薄壁组织，和注入管胞组成。注入组织内有一到两个维管束，还有起支撑作用的纤维。

## 针叶的作用
针叶能与其他阔叶叶子一样行光合作用（Photosynthesis），产生植物生长所需的养分。
针叶有厚的角质层，气孔稀疏且下陷，减低了植物因蒸腾作用（Transpiration）而流失的水分，使得植物能够耐寒。所以，针叶植物比阔叶植物更适宜在寒带生长，歐亞大陸及北美洲即存在廣大的北方針葉林。